# Nocturne (Secret Garden-låt)
"Nocturne", skriven av Rolf Løvland, var vinnarmelodin i Eurovision Song Contest 1995, framförd av Secret Garden för Norge.
Sången har stor avsaknad av text, i originalversionen på norska sjöngs enbart 24 ord, och istället dominerades låten av spel på fiol av den irländska medlemmen Fionnuala Sherry.
Ovanligt nog släpptes aldrig "Nocturne" på singel i Norge. Den första singellanseringen av sången gjordes istället i samband med en humoristisk cover av den countryinspirerade gruppen Døsty Cåwshit.
Secret Garden består av Rolf Løvland och den irländska musikern Fionnuala Sherry. Både i den norska och den internationella finalen var duon förstärkt med sångerskan Gunnhild Tvinnereim, känd från Oslo Gospel Choir, flöjtspelaren Hans Fredrik Jacobsen och den svenska nyckelharpspelaren Åsa Jinder med på scenen.

## Listplaceringar
| Lista (1995)        | Placering |
| ------------------- | --------- |
| Belgien (Flandern)  | 6         |
| Belgien (Vallonien) | 24        |
| Nederländerna       | 20        |
| Sverige             | 26        |

### Fotnoter
1. ↑  ”Arkiverade kopian”. Arkiverad från originalet den 16 juni 2010. https://web.archive.org/web/20100616234318/http://www.secretgarden.no/lowband/words_music/l_nocturne.html. Läst 14 juni 2010. hämtat 2010-06-14
2. ↑  Døsty Cåwshit med "Nocturne" på norwegiancharts.com
3. ↑  ”Listplacering i Flandern”. http://www.ultratop.be/nl/showitem.asp?interpret=Secret+Garden&titel=Nocturne&cat=s. Läst 28 april 2011.
4. ↑  ”Listplacering i Vallonien”. http://www.ultratop.be/fr/showitem.asp?interpret=Secret+Garden&titel=Nocturne&cat=s. Läst 28 april 2011.
5. ↑  ”Listplacering i Nederländerna”. http://dutchcharts.nl/showitem.asp?interpret=Secret+Garden&titel=Nocturne&cat=s. Läst 28 april 2011.
6. ↑  ”Listplacering i Sverige”. http://swedishcharts.com/showitem.asp?interpret=Secret+Garden&titel=Nocturne&cat=s. Läst 28 april 2011.